# Luiz Carlos Junior
Luiz Carlos de Souza Pinto (født 31. august 1980), også kaldt Sjakalen pga. hans hårde spark, er en brasiliansk fodboldspiller – angriber. Han har tidligere spillet for Viborg FF, hvor han nåede at score to mål i det halve år, han var lejet af klubben. Det var i efteråret 2007.